# Magnano in Riviera
Magnano in Riviera est une commune italienne d'environ 2300 habitants située dans la province d'Udine dans la région du Frioul-Vénétie Julienne.

## Administration
| Période                                  | Période | Identité | Étiquette | Qualité |
| ---------------------------------------- | ------- | -------- | --------- | ------- |
|                                          |         |          |           |         |
| Les données manquantes sont à compléter. |         |          |           |         |

### Communes limitrophes
Artegna, Cassacco, Montenars, Tarcento, Treppo Grande